# Balearica regulorum
La gru coronata grigia (Balearica regulorum E. T. Bennett, 1834), anche nota come gru coronata africana, gru dalla corona dorata, gru coronata dell'Africa orientale, gru africana, gru coronata orientale, gru del Sudafrica e gru crestata, è un raro uccello della famiglia dei Gruidi, originario delle regioni meridionali e sud-orientali del continente africano.

## Tassonomia
La gru coronata grigia è strettamente imparentata con la gru coronata nera (Balearica pavonina), tanto che le due specie sono state talvolta trattate come la stessa specie. Tuttavia, questi uccelli sono facilmente distinguibili sulla base di prove genetiche, richiami, colore e distribuzione del piumaggio, pertanto, correntemente, tutte le autorità scientifiche le considerano due specie diverse.
Sono ufficialmente riconosciute due sottospecie:
- B. r. gibbericeps Reichenow, 1892, diffusa dall'Uganda (di cui è l'uccello nazionale rappresentato nella sua bandiera nazionale) e Kenya, fino alle regioni settentrionali di Zimbabwe, Mozambico e la Repubblica Democratica del Congo. Si distingue principalmente per la macchia rossa sopra le guance bianche sul viso visibilmente più grande della sottospecie nominale;
- B. r. regulorum (E. T. Bennett, 1834), diffusa da Angola meridionale e Namibia settentrionale fino a Botswana e Zimbabwe a est e al Sudafrica sud-orientale a sud;

## Descrizione

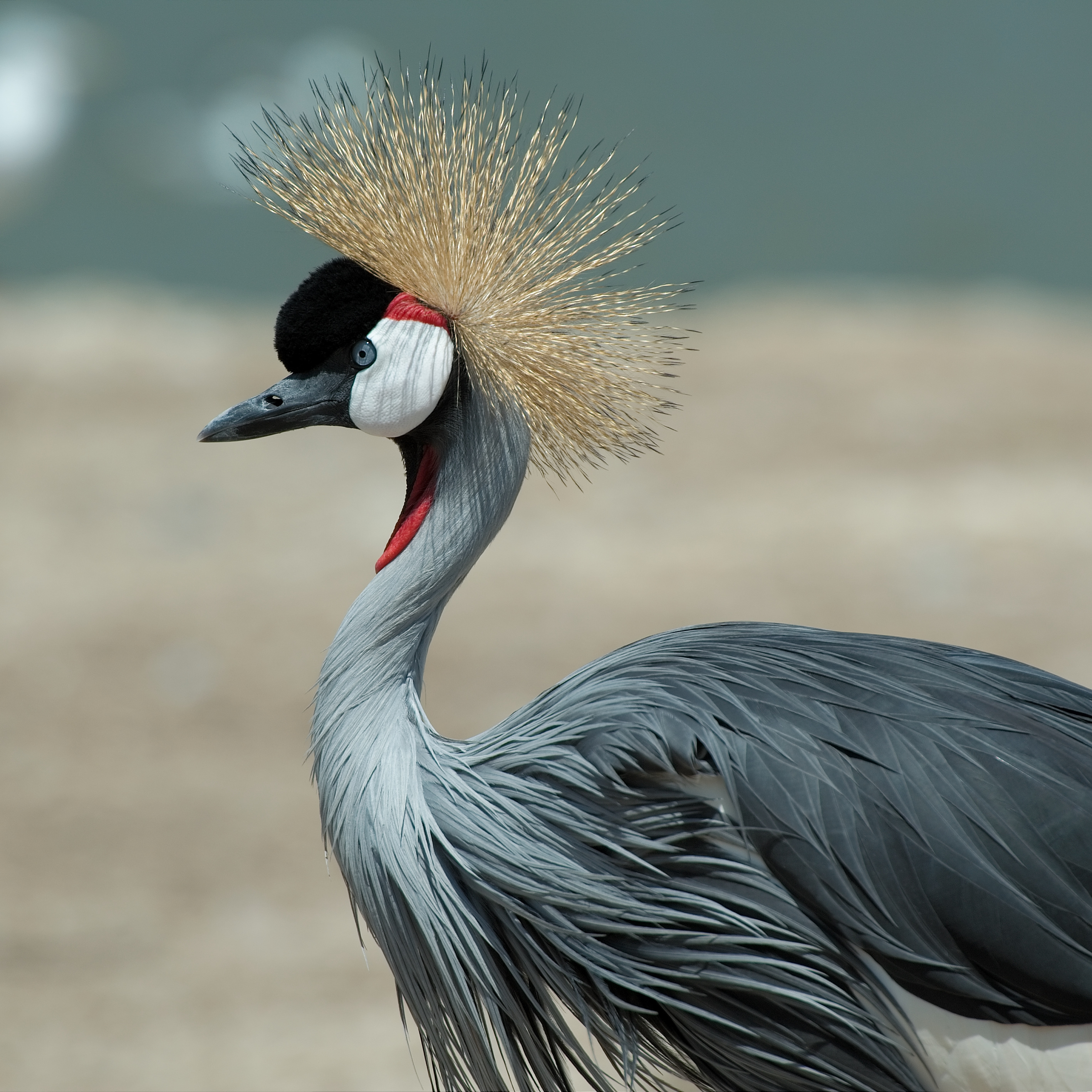
Gru coronata grigia, all'African Wildlife Park di Sigean, Francia

### Dimensioni
La gru coronata grigia misura 100-110 centimetri di lunghezza, per un peso di 3000-4000 g; l'apertura alare è di 180-200 centimetri.

### Aspetto
I sessi sono simili, anche se i maschi tendono ad essere leggermente più grandi delle femmine. Il piumaggio del corpo dell'adulto è di un grigio medio che vira al grigio chiaro sul collo, al quale la specie deve il suo nome comune di gru coronata grigia per distinguerla dalla gru coronata nera, con la quale viene spesso confusa e che ha il corpo e il collo di colore variabile dal grigio scuro al nero. Come nella gru coronata nera, le copritrici sopra e sotto-alari sono bianche, su entrambi i lati dell'ala; sulla faccia superiore è presente una macchia gialla sulle grandi copritrici interne. Le secondarie sono marroni, mentre le primarie sono nere. Come nella sua parente stretta, la fronte e la parte anteriore del vertice, molto bombate, sono nere, mentre sulla parte posteriore del vertice vi è una corona formata da lunghe piume erette di colore dorato. Tuttavia, a differenza della gru coronata nera, le guance, nude, sono bianche, e contrassegnate solamente da una macchia rossa sulla parte superiore, dietro l'occhio. La caruncola rossa che la gru coronata grigia presenta sul mento è ben sviluppata, molto più che nella gru coronata nera, dove è a malapena visibile. L'iride è grigio-blu, il becco è lungo, forte e diritto e di colore grigio scuro. Le zampe sono grigie. Gli esemplari immaturi somigliano agli adulti, ma hanno il piumaggio più opaco e gli occhi marroni.
Questa specie e la gru corona nera sono le uniche gru in grado di appollaiarsi sugli alberi, grazie al loro dito opponibile con cui possono afferrare i rami, assente nelle altre gru. Si presume che questo sia un tratto ancestrale tra le gru, andato perso nelle altre sottofamiglie. Inoltre, entrambe le specie sono sprovviste della tipica trachea a spirale, usata per produrre i richiami strombazzanti delle altre specie, e hanno un piumaggio più sciolto rispetto alle altre gru.

### Voce
La gru coronata grigia emette i suoi vocalizzi quando è in volo e durante le parate nuziali. Il richiamo è costituito da un waou spesso raddoppiato, profondo ma di tonalità elevata, che da lontano può ricordare un miagolio.

## Biologia

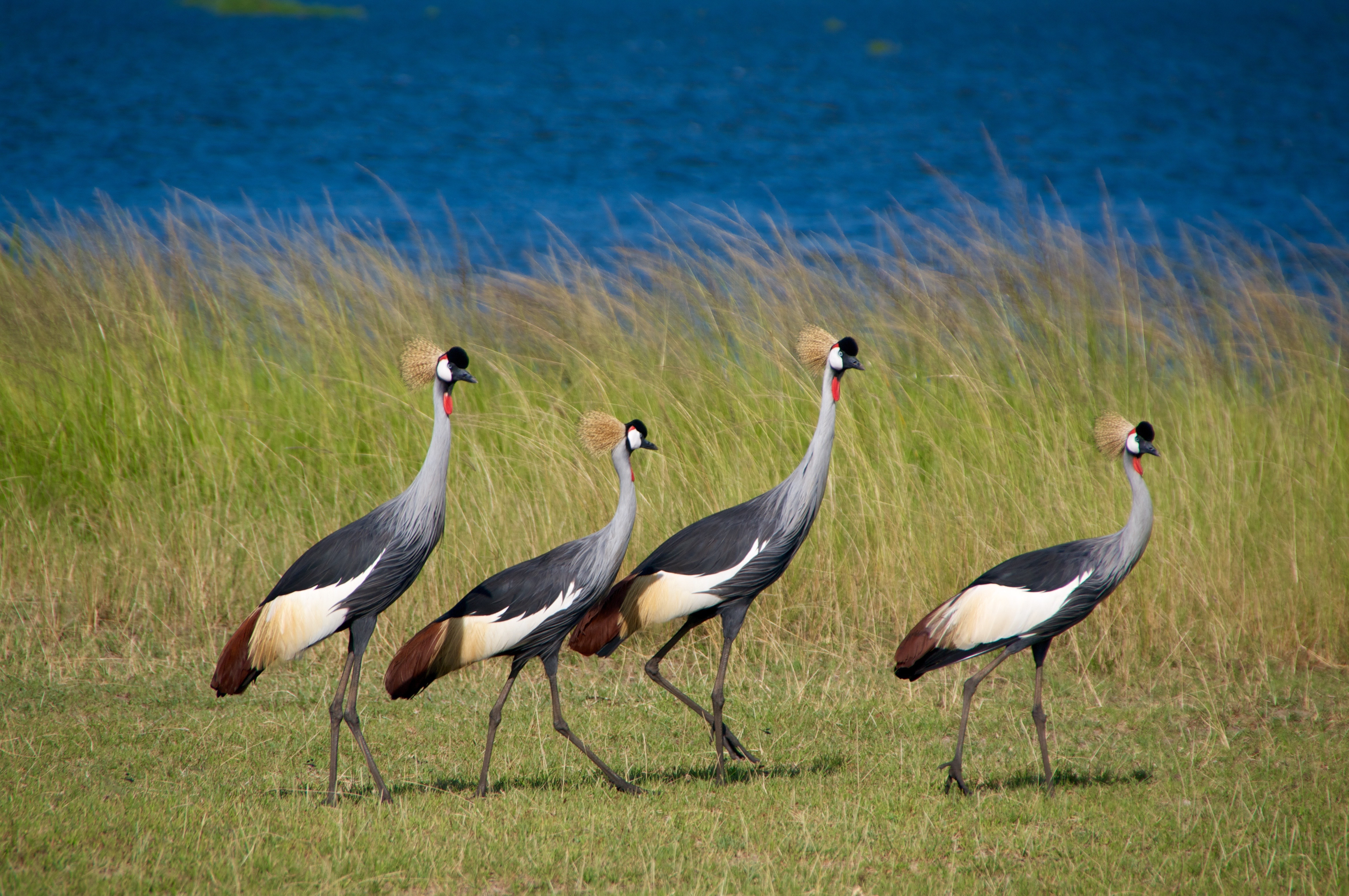
Un gruppo di gru coronate grigie, in Uganda

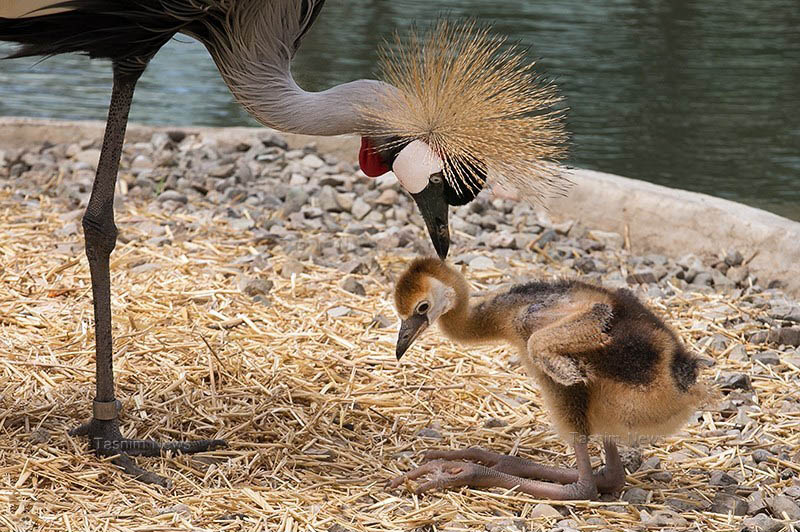
Gru coronata grigia con pulcino, al Tehran Birds Garden

Le gru coronate grigie vivono in coppie, il più delle volte all'interno di un gruppo di una ventina di individui, anche se stormi che possono comprendere dai 30 ai 150 uccelli non sono rari. Gruppi anche più grandi che possono contare anche 200 individui possono essere avvistati durante la sera e la notte quando si radunano per dormire tra l'erba alta lungo i fiumi, oppure sugli alberi. È probabile che anche le coppie di questa specie, come quelle della sua parente, la gru coronata nera, siano monogame e rimangano unite per tutta la vita. La parata nuziale di questi uccelli comprende balletti, inchini e salti con lisciamento reciproco delle piume. Non possedendo una trachea a spirale come le altre specie di gru, il loro richiamo strombazzante è diverso da quello delle altre specie. Il ballo è parte integrante del corteggiamento, ma può avvenire in qualsiasi momento dell'anno, anche per consolidare il legame tra le coppie.

### Volo
Come la gru coronata nera, anche quella grigia deve correre per alzarsi in volo. Una volta in aria, procede con le zampe e il collo tesi, e con quest'ultimo leggermente abbassato. I richiami che emette in volo consentono di localizzarla.

### Alimentazione
La gru coronata grigia è onnivora, e la sua dieta comprende piante, semi di carice, grano, insetti, rane, vermi, serpenti, piccoli pesci, e le uova di altre creature acquatiche. Cacciano a terra, battendo i piedi mentre camminano, facendo scappare gli insetti che vengono rapidamente catturati e mangiati. Spesso questi uccelli seguono i grandi erbivori al pascolo, catturando i piccoli animali disturbati dal passaggio delle mandrie di antilopi e gazzelle. Questi uccelli passano l'intera giornata alla ricerca di cibo, per poi riposare appollaiati sugli alberi la notte.

### Riproduzione
Le gru coronate grigie cronometrano la loro stagione riproduttiva intorno alla stagione delle piogge, sebbene ciò vari in base al loro areale. Nell'Africa orientale la specie nidifica tutto l'anno, ma più frequentemente durante i periodi più secchi, mentre nell'Africa meridionale la stagione riproduttiva coincide con le piogge. Durante la stagione riproduttiva, le coppie costruiscono un grande nido, costituito da una piattaforma formata da erbe strappate e carici calpestati situata ai margini di una zona umida e nascosta tra la vegetazione alta almeno un metro sopra la superficie dell'acqua. Questa specie depone 2-5 uova bianco sporco per covata, che vengono incubate da entrambi i sessi per 28-31 giorni. I pulcini sono precoci e sono già in grado di camminare e correre non appena si schiudono, involandosi entro i primi 56–100 giorni di vita. Una volta che saranno completamente cresciuti e indipendenti, i giovani si separeranno dai loro genitori per creare una propria famiglia. Le coppie spesso ripetono le loro danze rituali ogni stagione riproduttiva per consolidare il loro legame.

## Distribuzione e habitat
La gru coronata grigia, come la gru coronata nera, è una specie sub-sahariana. Il suo areale, tuttavia, è separato da quello di quest'ultima. È presente in tutta l'Africa australe, fino alla Repubblica Democratica del Congo a nord, e nell'Africa orientale fino all'Uganda e al Kenya. È assente dalla Tanzania sud-orientale. Frequenta habitat aperti e umidi come le rive dei fiumi, le praterie inondate temporaneamente da acque poco profonde, le paludi o ambienti più asciutti, quali savane aperte in prossimità dell'acqua, ove possa andare in cerca di cibo. Questi animali non hanno schemi migratori prestabiliti e gli uccelli più vicini ai tropici sono tipicamente sedentari. Gli uccelli che vivono nelle aree più aride, in particolare in Namibia, effettuano movimenti stagionali localizzati durante i periodi più secchi.

## Conservazione

Bandiera dell'Uganda

La gru coronata grigia è minacciata dalla distruzione e dal degrado delle zone di foraggiamento. Responsabili di questo sono la bonifica delle zone umide, il sovrapascolo, l'uso di pesticidi, gli incendi dolosi non controllati durante la stagione della nidificazione e la messa a coltura dei terreni. Anche la costruzione di dighe per la produzione di elettricità e l'estrazione delle acque sotterranee, che portano a mutamenti del regime idrologico, hanno un impatto sulla sopravvivenza della specie. Inoltre, non dobbiamo trascurare il traffico di esemplari vivi e la caccia, minacce sempre più pressanti dal momento che a causa della riduzione del suo habitat la specie si è spinta a vivere sempre più vicino alle abitazioni. Gli studi hanno dimostrato, ad esempio, che molti esemplari vengono avvelenati in Kenya ogni anno per rappresaglia o per proteggere i raccolti dalle loro scorribande. Infine, la mortalità di questi animali a causa dell'elettrocuzione e della collisione con le linee dell'alta tensione costituisce una seria minaccia in Uganda, Sudafrica e Tanzania, ed è probabile che il numero di incidenti cresca sempre più. Per questi motivi, il numero di esemplari è notevolmente diminuito e pertanto la gru coronata grigia è classificata come «specie in pericolo» (Endangered) dalla IUCN.
Per via del suo aspetto caratteristico e per i suoi colori vivaci, la gru coronata grigia è un uccello molto richiesto dai bioparchi e dagli zoo, spesso esposto con altri uccelli africani o con grandi erbivori africani.

### Simbolismo
La gru coronata grigia è l'uccello nazionale dell'Uganda e compare sulla bandiera e sullo stemma del paese; l'animale infatti è noto per la sua natura gentile e non era mai stato usato come simbolo da stati locali precedenti.